# Chlidichthys johnvoelckeri
Chlidichthys johnvoelckeri is een straalvinnige vissensoort uit de familie van dwergzeebaarzen (Pseudochromidae). De wetenschappelijke naam van de soort is voor het eerst geldig gepubliceerd in 1953 door Smith.